# مطار هانتشونغ جهينغو
مطار هانتشونغ جهينغو (بالصينية: 汉中城固机场) مطار عسكري/عام يقع بمدينة Chenggu في شنشي في الصين. يبلغ طول المدرج 2500 م . يقع في محافظة تشنغقو شمال شرق هانتشونغ، وقد حل محل مطار هانتشونغ شيغوان القديم، والذي لا يمكن توسيعه بسبب قربه من وسط المدينة. بدأ البناء في أواخر ديسمبر 2011 باستثمارات إجمالية تقدر بـ 580 مليون يوان، وافتتح المطار في 13 أغسطس 2014.

## شركات الطيران والوجهات
| شركـات طيـران         | الوجهات                                                                            |
| --------------------- | ---------------------------------------------------------------------------------- |
| Chengdu Airlines      | مطار ينتشوان خه دونغ                                                               |
| طيران الصين اكسبرس    | مطار قوييانغ لونغدونغابو الدولي، مطار ووهان الدولي                                 |
| China United Airlines | مطار بكين داشينغ الدولي، مطار ونزهو يونجقيانج الدولي                               |
| Donghai Airlines      | مطار نانتونغ شينغ دونغ                                                             |
| خطوط هاينان الجوية    | مطار تشانغشا هوانغوا الدولي، مطار قوانغتشو باييون الدولي، مطار شينزين باوان الدولي |
| خطوط جونياو الجوية    | مطار شانغهاي بودنغ الدولي                                                          |
| Kunming Airlines      | مطار نانتونغ شينغ دونغ                                                             |
| خطوط تيانجين الجوية   | مطار نانينغ الدولي، مطار يولين يو يانغ                                             |
| أورومتشي للطيران      | مطار كونمينغ جانغشوي الدولي، مطار أورومتشي الدولي                                  |
| خطوط زيامن الجوية     | مطار شيامن قاوتشي الدولي                                                           |

## وصلات خارجية
- http://www.flightstats.com/go/Airport/airportDetails.do?airportCode=